# William (comte de Mar)
Pour les articles homonymes, voir William.

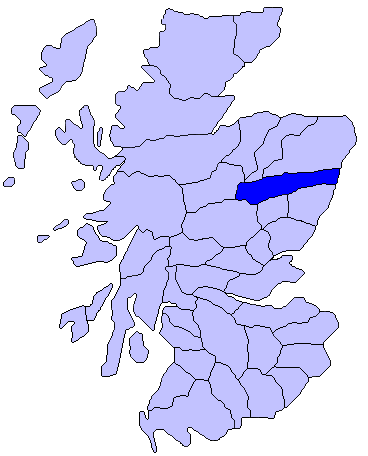
Province de Marr

William de Mar, ou en Gaélique écossais Uilleam mac Dhonnchaidh (parfois anglicisé en: William, Duncansson) († en ou avant 1279/1281) est peut-être le plus grand des  mormaers de Mar. Il règne de 1244 à 1279/1281, et est connu également sous le titre de comte de Mar.

## Biographie
Uilleam, fils et successeur de Duncan, plus qu'aucun de tous ses prédécesseurs, participe à la politique écossaise et même britannique, il s'impose comme un personnage important du règne d'Alexandre II d'Écosse, et de la minorité d'Alexandre III d'Écosse pendant laquelle il devient  l'un des Gardiens de l'Écosse de 1249 à 1255.
En 1244, Uilleam avait conclu son mariage dans la famille Comyn, une lignée scoto-normande qui vennait de conforter rapidement son implantation dans le royaume d'Écosse. Il épouse Elisabeth Comyn, la fille William Comyn comte de Buchan de jure uxoris. L'alliance entre les Comyn et le comte de Mar se constitue afin de faire face aux ambitions d'Alan Durward, qui jouissait jusqu'alors de la faveur royale 
Alan Durward s'appuie en effet sur le fait qu'il est issu en lignée féminine du comte de Mar Gille Críst, pour contester les droits de Uilleam sur le Mormaerdom de Mar. Uilleam réussit avec succès à le débouter de ses prétentions. Uilleam et son beau-frère Walter Comyn, comte de Menteith, lancent ensuite  des accusations de trahison envers Alan qui avait séjourné à la cour du roi Henri III d'Angleterre à York.
Uilleam se constitue ensuite un supplément de pouvoir sur une base nationale. Il exerce la fonction de Sheriff de Dumbarton entre 1264 et 1266, un office qui lui permet d'élargir son influence à l'ouest des Highlands
Uilleam réussit à négocier avec le Clan MacRuari représenté par un seigneur des Hébrides  Ailéan mac Ruaidhrí ou MacRuairi, le frère de Dugald MacRuairi, le Seigneur des Îles qui dans la décennie 1260 était l'un des principaux partisans de la cause norvégienne dans la région contre la couronne d'Écosse. Ces contacts permettront ultérieurement l'union de son petit-fils Duncan avec Christina du Clan MacRuari, dame de Garmoran 
Le comte Uilleam est à l'origine de la construction du château de Kildrummy, le plus grand château édifié au XIIIe siècle dans le nord de l'Écosse et qui est un des rares exemples de l'activité de bâtisseur des magnats  gaéliques l'édification de fortifications de grande échelle étant plutôt le fait de seigneurs scoto-normands.

## Unions et postérité
Après la mort en 1267 de son épouse Isabelle, également nommée Elizabeth, la fille de William Comyn et de  Marjory de Buchan, Uilleam épouse Muriel, la fille de Maol Íosa II comte de Strathearn. À sa mort avant 1279/1281, peut-être en 1276, son fils Domhnall Ier né de sa première union lui succède comme 6e comte de Mar.

## Source de la traduction
- (en) Cet article est partiellement ou en totalité issu de l’article de Wikipédia en anglais intitulé « Uilleam, Earl of Mar » (voir la liste des auteurs).